# Sydafrikas cricketlandshold
Sydafrikas cricketlandshold, også kendt som The Proteas, repræsenterer Sydafrika i international cricket. Det administreres af Cricket South Africa. Sydafrika er et fast medlem af International Cricket Council (ICC) og deltager i Test, ODI og Twenty20 International cricketkampe.